# ロックマン8 メタルヒーローズ
『ロックマン8 メタルヒーローズ』（ロックマンエイト メタルヒーローズ、ROCKMAN 8 METAL HEROES）は、カプコンから発売されたアクションゲームである。プレイステーション（以下PS）版は1996年12月17日に、セガサターン（以下SS）版は1997年1月17日にそれぞれ発売されている。

## 概要
ロックマンシリーズの第8作にして、シリーズ10周年記念作品の第1弾。ステージは、オープニングステージと4つの前半選択ステージ、中間ステージ（1ステージ）、4つの後半選択ステージ、ワイリーステージ（4ステージ）の計14ステージから構成されている。特殊武器を持つボスのステージは前半と後半に分かれたステージ構成になっている。ボイスがついたことで、キャラクターが声を発するようになり、さらにアニメーションシーンやオープニング曲・エンディング曲が初めて導入された。また、前作同様ネジを集めてパーツを作るシステムがあるが、入手できるネジの数が限られているため、どのアイテムを開発するかが鍵となる。『ロックマン2』から採用されたパスワードによるコンティニューが廃止され、シリーズ初のセーブ機能が搭載されてパスワードを入力する手間がなくなった。後発であるSS版には隠しキャラが登場する、ボイステスト、サウンドテストなどのおまけ要素がある。
本作では、E缶などの任意のタイミングで全回復できるアイテムが廃止されたが、武器エネルギーと体力のシステムが変更されており、中間ポイント通過（ステージ中データ読み込み）およびミスして再スタートした場合、武器エネルギーと体力が全回復する。また、各ボスに繋がる通路入り口シャッターの前には、全武器エネルギーが回復する特大の武器エネルギーが用意されている。
日本国内では、長らく唯一任天堂のハードでリリースされていないナンバリング作品であったが、本作品が収録されている『ロックマン クラシックス コレクション2』がNintendo Switchでもリリースされたため、それが解消された。日本国外ではそれ以前から『メガマン アニバーサリーコレクション』がGCでもリリースされているので本作も任天堂のハードで既にリリースされていたことになる。

## ストーリー
宇宙から落下した謎の隕石を調査に向かったロックマン。しかし、そこにはワイリーがやって来ていた。巨大な力を秘めた悪のエネルギーを軸に、宇宙から落ちてきた謎のロボットのデューオとワイリーの野望をめぐる戦いが繰り広げられる。

## 登場キャラクター

### メインキャラクター
ロックマンシリーズ#登場キャラクターも併せて参照のこと。
DRN.001 ロックマン（Rockman）
声 - 折笠愛

DRN.002 ロール（Roll）
声 - 小西寛子
過去作に比べてデザインが大幅に変更されている。

DRN.000 ブルース（Blues）
声 - 置鮎龍太郎

Dr.ライト（Dr. Right）
声 - 飯塚昭三

ライトット（Rightot）
声 - 二又一成

デューオ（Duo）
声 - 小杉十郎太
本作に先駆け、『ロックマン2・ザ・パワーファイターズ』で初登場した新キャラクター。中間ステージで戦うことになるが、和解する。
中間ステージの場所はマップではスエズ運河の東側（北シナイ）付近にあたる。

SWN.001 フォルテ（Forte）
声 - 檜山修之
ワイリーステージ3でゴスペルと合体して戦うことになる。

Dr.ワイリー（Dr. Wily）
声 - 青野武

### ボスキャラクター
先述の通り、今作は前半ステージボス（テングマン、フロストマン、クラウンマン、グレネードマン）と後半ステージボス（アストロマン、ソードマン、サーチマン、アクアマン）の2つに分類される。また弱点武器の相関図は、基本的には前半と後半で独立している。
DWN.057 テングマン（Tenguman）
声 - 長嶝高士
長所：空気を読むこと / 短所：高飛車 / 好き：フライフィッシング / 嫌い：世間のしがらみ
元々は台風を人工的に作り出す実験用ロボット。かなりの自信家で、いつも皆を高い所から見下ろしている。名前や見た目と同じく性格も天狗である。孤独を愛し、世間の柵が苦手。空気を読める能力がある。強力な竜巻を作り出す特殊武器「トルネードホールド」と、小型竜巻のカミカゼ（北米版では「ヤマアラシ」になっている）が武器。また、高速移動を生かした体当たりも強力。気象用実験ロボットだが、寒いのは苦手である。
彼の居場所はマップでは日本にあたる。このステージのみ、PS版とSS版ではBGMが異なる。
DWN.058 アストロマン（Astroman）
声 - 二又一成
長所：謙虚さ / 短所：恥かしがりや / 好き：流れ星に祈る / 嫌い：親父ギャグ
異次元を使ってプラネタリウムを見せるためのロボットをワイリーが戦闘用に改造した。無重力装置で空中に浮かんでいる。恥ずかしがり屋で、すぐどこかに隠れる。それを追跡されると怖がる。かくれんぼの世界チャンピオン。画面全体に隕石を降らせる特殊武器「アストロクラッシュ」と2つのビット（このビットからエネルギー弾を発射できる）が武器。ただしアストロマンの「アストロクラッシュ」は自分の真下に隙がある。流れ星に願いごとをする純朴な性格。ステージセレクトのマップによるとイギリスにいるらしい。

DWN.059 ソードマン（Swordman）
声 - 高木渉
長所：切れ味鮮やか / 短所：流行に疎い / 好き：居合い切り / 嫌い：刃こぼれ
ワイリーが博物館から盗んできた大昔の剣を使いこなすために造り上げたロボット。鮮やかな切れ味と居合い切り、兜割りなどの剣技を持っている。しかし、剣が大きすぎて動きのバランスがとれないので、腰の辺りを切り離し上半身が浮いている。特殊武器「フレイムソード」は剣に炎を纏わせて敵を切り裂く。上半身を分離させての回転斬り「ファイヤースラッシュ」が得意技。また、上から巨大な石像を落としたり、自分の周りに強力なバリアを張り巡らせることもあるが、弱点の武器で破れる。正々堂々とした勝負を好む。マップ上では、彼のステージは中央アジア（モンゴル）付近にある。
デザインを募集されたボスの一体で上半身の浮遊、片腕が巨大な剣であることはすでに決定していた。
応募されたアイデアでは、「エインシェントマン」という名前で、特殊武器は「ガーディアンブレード」と書かれていた。

DWN.060 クラウンマン（Clownman）
声 - 坂本千夏
長所：スポーツ万能 / 短所：好き嫌いが多い / 好き：大車輪 / 嫌い：数え切れない
ピエロ型のロボット。身体が小さく、身のこなしが軽い。異常に長い腕を持つが、その長い腕が災難を招くことも。空中ブランコが得意でスポーツ万能。その長い腕で体を回転させ、体当たりすることもある。敵に電流を流す長い腕「サンダークロー」が特殊武器。全身を電気エネルギーで包んで跳ね回り、攻撃を無効にする「サンダーカーニバル」も得意。性格は悪ガキそのもので、ロックマンを弱いと決め付け馬鹿にしており、戦闘中も彼に対し挑発的な態度をとっている。ワガママで、嫌いなものは数え切れないほど多い。オーストラリアの遊園地にいる。
腕が長いボスとしてデザインが募集された。エンディングで見られるイラストは死神のような仮面をつけており、その時の名前は「ピエロマン」だった。

DWN.061 サーチマン（Searchman）
声 - 長嶝高士
長所：広い範囲が見える / 短所：卑怯者 / 好き：だまし討ち / 嫌い：話し合い
警備用監視ロボットを改造し、頭を二つにして広範囲を索敵対象としたロボット。二人が力を合わせて戦うことを想定していたらしいが、戦闘以外では仲が悪く、お互いを監視しあっている。上司と部下の関係であるらしい。追尾ミサイルである特殊武器「ホーミングスナイパー」を始めとして、様々なミサイルを装備している。大量のミサイルを乱射して弾幕を張る「デッドリーストーム」も強力。ほか、壁に反射して高速で飛びまわる棘付き円盤を放ったり、3つの茂みを降らせてそこから隠れて攻撃することもあるが、弱点の特殊武器で炙り出せる。アフリカの密林地帯にいる。
頭部が2つあり、片腕が何らかの武器という形でデザイン募集された。採用時の名前は「バルカンマン」。

DWN.062 フロストマン（Frostman）
声 - 高木渉
長所：何もかも大きい / 短所：重たい / 好き：氷砂糖 / 嫌い：霜焼け
クラウンマンに使うはずの部品が予想以上に余ったため、使い回しをした結果巨大なボディになってしまったロボット。本人は大きな体を自慢としているが、オイルの巡りが悪く、身のこなしも頭の回転も鈍い。ただ、巨体に似合わずジャンプは得意。ロックマンを氷づけにして、かき氷にして食べることが夢らしい。氷砂糖が好物。地形に沿って波状に進む氷の刃「アイスウェーブ」が特殊武器。部屋の上部に多くの氷の塊があり、それを落下させたり飛ばして攻撃することもある。居場所はアラスカ付近。
『ロックマン10 宇宙からの脅威!!』では、過去のシリーズに登場したボスロボットたちの能力をコピーしたボス「ウェポンアーカイブ」の『8』のボス代表として選ばれている。
応募時の名前は「イエティマン」で、特殊能力は「ブリザードシールド」だった。体躯が巨大になったこと以外は、ほとんどそのままのデザインで採用となっている。

DWN.063 グレネードマン（Grenademan）
声 - 二又一成
長所：趣味と実益 / 短所：見境がない / 好き： 刺激物/ 嫌い：理性的なロボット
手榴弾型のロボット。大胆な行動の持ち主。破壊することに喜びを感じ、暇さえあれば何かを破壊している。相手が自分の爆弾で苦しむ姿を見るのも好きだが、逆に自分がやられても喜ぶ妙なロボット。攻撃用に強化された照明弾「フラッシュボム」が特殊武器。そのほか体当たりや3つの手榴弾を投げつけてくることもある。体力が少なくなると「クレイジーデストロイヤー」で床を爆破し、段差のある地形で戦うことになる。マップ上の居場所は南米（アルゼンチン）付近。
応募時の名前は「エクスプロードマン」。特殊能力は「エクスプロードボム」。

DWN.064 アクアマン（Aquaman）
声 - 坂本千夏
長所：ひょうきん者 / 短所： 水太り / 好き： ダジャレ、下ネタ / 嫌い：シリアスな場面
元々は水道局で、水質管理などをしていたロボット。登場時は真上に水を噴き出して虹を描く。腹のタンクを利用して、水を操る。自称「水も滴るいい男」だが、水太りしている。下品で冗談好きな性格の持ち主。口癖は「ボヨーン」。特殊水風船である特殊武器「ウォーターバルーン」や、高度水圧砲の「ウォーターキャノン」を放つ。大ジャンプの後、着地すると、部屋の下から水が噴き上がるなど、結構多彩な技を持つ。これらの攻撃は弱点の特殊武器で阻止できる。マップによると、居場所はマダガスカル島付近の海。
応募時の名前は「バイオマン」。特殊武器は「バイオリキッド」で、「金属を溶かし、コンピュータの内部に侵入して、機能を狂わせる効果のある酸液を貯えてある」というアイデアだった。「液で自身が溶けないように、と精密に造られたので、知能的なロボット」というバイオマンの性格は、アクアマンとは対照的であった。

#### 隠しボスキャラクター
いずれもサターン版のみに登場する。戦闘時のBGMはいずれもステージBGMをアレンジしている。
DRN.003 カットマン（Cutman）
『ロックマン』からの復活ボスで、中間ステージの隠し部屋で戦うことになる。語尾に「チョキ」と付けて話す。

DWN.016 ウッドマン（Woodman）
『ロックマン2』からの復活ボスで、サーチマンステージの中間地点に現れて戦うこととなる。「どすこーい!」や「ごっちゃんです!」など、相撲取りのような言葉を話す。
また、リーフシールドが4枚から8枚に増えているが、ある特殊武器で破壊できる。

#### その他のボスキャラクター
ヤドカルゴ（Yadocargo）
オープニングステージのボス。ワイリーが秘密基地の警備用に配置した戦闘メカ。長い間待機し続けていたため、殻の部分には鳥の巣や苔がくっついている。ハサミ状のアームで戦い、殻で弱点を護っている。オープニングステージの場所はマップ上ではハワイ。

アテテミーノ（Atete Mino）
ワイリーステージ1のボス。ワイリー基地の入り口を守る、ミノムシ型ロボット。イタズラ好きな性格で、よく人間を驚かしている。戦闘時には吊るされたミサイルやバウンドする爆弾を打ち出すコンテナを下ろし、本体は小型メカのアテテミーノJr.を落下することで攻撃する。また、攻撃を受けると落下、爆発して広がる衝撃波で攻撃するダミーも出す。

ブリキング（Buriking）
ワイリーステージ2のボス。ワイリーの全精力が注がれた、強力な戦闘機型ロボット。しかし緊急に出撃したため、塗装がされていない。シューティングシーンでの戦闘となる。頭部からの爆弾や翼からのミサイル、レーザーで攻撃する。

グリーンデビル（Green Devil）
ワイリーステージ3のボス。イエローデビルの改良型。ボディは厚いゼリー状の物質で構成されており、目玉型のコアに埋め込まれたチップがそれを操る。ゼリー自体にも様々な攻撃プログラムが内蔵されており、分裂以外にも様々な形状に変化して襲い掛かる。合体時でないと開いているコアにダメージを与えられない。

ワイリーマシン8号（Wily Machine 8）
最終ステージのボス。基本に立ち返り、飛行船型として進化した、対ロックマン戦用兵器。悪のエネルギーを搭載しているため、強力な戦闘力を誇る。
登場時はダークキャノンを装備した第1形態で出現するが、それがデューオの特攻で破壊されるため、最初から第2形態の状態で戦闘が始まる。口中に強力なレーザー砲を装備し、左右にはリング状のビーム兵器を搭載している。また、ビーム兵器は回転して分離することでバウンドさせたり、地面に転がして直接ぶつけるといった攻撃もできる。
本体が破壊されても、脱出機能としてワイリーカプセルグレートが起動する。

## 特殊武器とパワーアップアイテム

### ボスの特殊武器
トルネードホールド（Tornado Hold） - テングマンを撃破 - 消費エネルギー（2.5）
小型の竜巻を起こす装置を発射する。ロックマン自身が竜巻の中に入ることで上昇することができる。敵を竜巻に触れさせることで連続攻撃も可能。また、特殊なギミックを作動させるのにも必要。
『大乱闘スマッシュブラザーズ for Nintendo 3DS/Wii U』では、ロックマンの上必殺ワザのカスタマイズの1つとして登場する。

アストロクラッシュ（Astro Crush） - アストロマンを撃破 - 消費エネルギー（10）
画面全体に巨大な隕石群を降らす。発動中は動けないが無敵。エネルギー消費は大きいが、その威力、効果範囲は絶大。特定の障害物を破壊することもできる。

フレイムソード（Flame Sword） - ソードマンを撃破 - 消費エネルギー（1.25）
炎エネルギーを収束させて作り出した剣を振るう。射程は短いが、威力は非常に高い。地上では横切り、空中では立て切りとなる。また､一部の地形に特別な効果を及ぼす。
『大乱闘スマッシュブラザーズ for Nintendo 3DS/Wii U』では、ロックマンの前空中攻撃として登場する。

サンダークロー（Thunder Claw） - クラウンマンを撃破 - 消費エネルギー（1.25）
高圧電流をロープ状に束ねて発射する。攻撃は中距離ほど進んだところでロックマンの手に返る。攻撃のほか、フックに引っ掛けることでぶら下がることが可能。

ホーミングスナイパー（Homing Sniper） - サーチマンを撃破 - 消費エネルギー（1.25）
敵を追跡する誘導ミサイルを発射する。チャージが可能であり、チャージ版はより多くのミサイルを一度に発射する。

アイスウェーブ（Ice Wave） - フロストマンを撃破 - 消費エネルギー（2.5）
地形に沿って進む氷の刃を放つ。敵によっては、当たった敵を凍りつかせて動きを封じられる。ただし、空中や段差などで放っても弾が下に落ちるだけで、弾が地面に着くと氷の刃となる。

フラッシュボム（Flash Bomb） - グレネードマンを撃破 - 消費エネルギー（1.6）
強力な破壊力を備えた照明弾を撃つ。敵や地形に触れると小範囲に攻撃力を持つ爆風を起こす。爆風は長時間続き､全ての雑魚敵を一撃で倒すことができる。照明弾なので暗いところでも重宝する。ただし、二連射しかできない。

ウォーターバルーン（Water Balloon） - アクアマンを撃破 - 消費エネルギー（0.875）
特殊液の入った水風船弾を発射する。特定の敵を一撃で破壊可能。

### その他の特殊武器
ロックボール（Rock Ball） - オープニングステージで入手 - 消費エネルギー（2）
ライト博士お手製の武器。弾自体を敵にぶつけることで攻撃できる。蹴ったりドリブルをしたりして運ぶこちができるほか、上から踏むことでハイジャンプをすることができる。置いておくだけでも時限爆弾として使える。空中で出し、空中で踏むことを繰り返せば、空中連続ジャンプも可能。

ラッシュ（Rush）
声 - 置鮎龍太郎
今回のラッシュは特殊武器のようなエネルギー消費タイプ装備ではなく、前作までのストックアイテムとほぼ同様で、それぞれステージ中一回しか使えない（ただし、ミスした場合は未使用に戻る）。

ラッシュバイク（Rush Bike） - 特定の中ボスを倒す - 消費エネルギー（-）
ラッシュが変形するバイクに乗り、エネルギーが切れるまで高速で移動できる。乗っている間はダメージを受けず、ジャンプ力も倍増するが、3連射できるミサイルでしか攻撃できなくなり、敵に当たるとラッシュのエネルギーが大幅に減る。乗り降りは自由だが、その間もエネルギーは減り続ける。トゲの上は走れない。

ラッシュクエスチョン（Rush Question） - 特定の中ボスを倒す - 消費エネルギー（-）
ラッシュを呼び出す。アイテム（エネルギー全回復の弥七もを含む）を持ってくることもあるが、砂嵐の映るホログラム（ラッシュビジョン）を出す、その場で眠るなど無意味な行動をすることもある。

ラッシュボンバー（Rush Bomber） - 特定の中ボスを倒す - 消費エネルギー（-）
ラッシュジェットが飛んできて、一定時間上空から爆弾を落として援護する。

ラッシュチャージャー（Rush Charger） - 特定の中ボスを倒す - 消費エネルギー（-）
ラッシュジェットが飛んできて、一定時間上空から回復アイテムを落とす。

### アイテム
いずれもライト博士の研究所でネジを消費して開発する。最大で8個まで装備可能。
研究所の場所はマップ上ではカナダ（エドモントン付近）。
パワーシールド - ネジ6本必要
ダメージを受けた際に後退しなくなる。

スペアエクストラ - ネジ6本必要
ゲーム開始時、およびゲームオーバーからの再開時の人数が4人になる。

シューティングパーツ - ネジ6本必要
一度に画面に出せるロックバスターの弾数が5発になる。

エネルギーバランサー - ネジ5本必要
武器エネルギー回復アイテムをとった際、残りエネルギーの少ない武器に自動的に振り分けられる。

イグジットパーツ - ネジ4本必要
一度クリアしたステージから脱出できる。

ステップブースター - ネジ5本必要

梯子での移動速度が上がる。
以下3つのバスター系パーツは選択した一つだけが効果を発揮する。

レーザーショット - ネジ5本必要
チャージショットの威力が上がり、倒せなくても貫通するようになる。

アローショット - ネジ5本必要
チャージショットが敵に当たると6つに分裂し、耐久力の高い敵には追加ダメージを与える。

オートシュート - ネジ5本必要
チャージショットが使用できなくなるが、チャージ中自動的に連射し続ける。

前半の4ボスを倒した後に追加で開発できるパーツ

エナジーセイバー - ネジ6本必要
武器エネルギーが増加する。

ハイスピードチャージ - ネジ7本必要
チャージにかかる時間が短縮される。

ラピッドパーツ - ネジ6本必要
一度ボタンを押すだけでロックバスターが3連射される。

スペアチャージャー - ネジ4本必要
ステージから脱出した際、残り人数が初期値まで補充される。このパーツはスペアエクストラの影響を受けるため、スペアエクストラを持ってる場合は4機となり、効果が強化される。

スーパーリカバー - ネジ5本必要
ライフ、武器エネルギー回復アイテムを取得した時の回復量が増加する。

ブーストパーツ - ネジ5本必要
ロックバスターの弾速が上がる。

エクスチェンジャー - ネジ4本必要
ライフエネルギーが満タンの時にライフエネルギー回復アイテムを取ると武器エネルギーが回復する。

ハイパースライダー - ネジ5本必要
スライディングの速度が上がる。

## 主題歌
オープニングテーマ曲
「ELECTRICAL COMMUNICATION」
作詞・作曲：尾澤拓実 / 編曲：高橋圭一、尾澤拓実 / 歌：GANASIA

エンディングテーマ曲
「BRANDNEW WAY」
作詞・作曲：尾澤拓実 / 編曲：高橋圭一、尾澤拓実 / 歌：GANASIA

## 他機種版
| No. | タイトル                              | 発売日                       | 対応機種                                            | 開発元                      | 発売元   | メディア                            | 型式 | 売上本数 | 備考                                                 |
| --- | ------------------------------------- | ---------------------------- | --------------------------------------------------- | --------------------------- | -------- | ----------------------------------- | ---- | -------- | ---------------------------------------------------- |
| 1   | Mega Man Anniversary Collection       | 2004年6月23日                | PlayStation 2 ニンテンドー ゲームキューブ           | Atomic Planet               | カプコン | DVD-ROM 8センチ光ディスク           | -    | -        | 他シリーズの9作品との合同収録作。PlayStation版を収録 |
| 2   | Mega Man Anniversary Collection       | 2005年3月15日                | Xbox                                                | Atomic Planet               | カプコン | DVD-ROM                             | -    | -        | 他シリーズの9作品との合同収録作。PlayStation版を収録 |
| 3   | ロックマン8 メタルヒーローズ          | 2014年12月17日 2015年5月28日 | PlayStation 3 PlayStation Portable PlayStation Vita | カプコン                    | カプコン | ダウンロード （ゲームアーカイブス） | -    | -        | PlayStation版の移植 2019年12月13日配信終了           |
| 4   | ロックマン クラシックス コレクション2 | 2017年8月10日                | PlayStation 4 Xbox One Steam                        | ナウプロダクション バレット | カプコン | BD-ROM・ダウンロード                | -    | -        | 他シリーズの3作品との合同収録作。PlayStation版を収録 |
| 5   | ロックマン クラシックス コレクション2 | 2018年5月24日                | Nintendo Switch                                     | ナウプロダクション バレット | カプコン | ダウンロード                        | -    | -        | 他シリーズの3作品との合同収録作。PlayStation版を収録 |

## その他
本作も『ロックマン2』からの伝統であるボスキャラクターのデザイン一般公募が行われたのが、テングマンとアストロマンはあらかじめカプコン側がデザインしたもので、残り6体のデザインが公募された。また、今作品でボスキャラクターデザインの募集が途絶えている。
そのうち、サーチマン、ソードマン、クラウンマンについては従来とは異なった方式のボスキャラの一般公募がなされた。
具体的には、3体の特徴的な部分を持った素体（胴体が分かれて片手が剣になっているもの（後のソードマン）、長い腕を持つもの（後のクラウンマン）、双頭であるもの（後のサーチマンでこの機体のみさらに片腕（サーチマンのキャノン砲部分）もデザイン公募の一環としてあった））のグラフィックを元にデザインを公募するというものであった。
なお、エンディングでボスの採用者の名前だけでなく、それぞれの公募されたイラストと、サーチ、ソード、クラウンの佳作デザインのイラストが公開されている。その内、最初に登場するソードマンの佳作イラストは、有賀ヒトシのもの。EDイラストで応募した全ユーザーのイラストが見ることができる。
今回のワイリーの基地は作中で「ワイリータワー」と呼ばれている。

## 攻略本
- プレイステーション必勝法スペシャル ロックマン8 メタルヒーローズ - 勁文社、1997年1月10日、ISBN 4-7669-2654-4
- セガサターン完璧攻略シリーズ15 ロックマン8 メタルヒーローズ - 双葉社、1996年3月10日、ISBN 4-575-16031-8

## 関連商品
- テレビマガジン グレート百科86 ロックマン8 メタルヒーローズ スーパー大図鑑 - 講談社、1997年3月22日、ISBN 4-06-323087-2
- ロックマン8 メタルヒーローズ オリジナル・サウンドトラック[3]